# Josef Bitterlich
Josef Bitterlich (25. července 1822 Jiříkov – 22. července 1889 Jiříkov) byl rakouský a český politik německé národnosti, v 2. polovině 19. století poslanec Českého zemského sněmu.

## Biografie
Pocházel z tradičního rodu ze severočeského Georgswalde. Založil zde firmu na obchod s textilem, provozoval hostinec Zum Bad a dlouhodobě zasedal v obecním zastupitelstvu.
V 70. letech 19. století se zapojil i do zemské a celostátní politiky. V zemských volbách v roce 1872 byl zvolen na Český zemský sněm za městskou kurii (obvod Georgswalde – Königswalde). Mandát obhájil za tentýž obvod i v zemských volbách v roce 1878 a v zemských volbách v roce 1883.
Stranicky se profiloval jako německý liberál (takzvaná Ústavní strana, liberálně a centralisticky orientovaná, odmítající federalistické aspirace neněmeckých etnik).